# Föhrenwald (Hörspiel)
Föhrenwald ist ein mehrfach ausgezeichnetes Hörspiel von Michaela Melián, das 2005 für den Bayerischen Rundfunk produziert und am 4. Juli 2005 auf Bayern 2 erstgesendet wurde. Es beschäftigt sich mit der Geschichte des Ortes Waldram bei Wolfratshausen. Das Hörspiel wurde 2005 auch auf CD veröffentlicht und ist als Online.Ressource verfügbar. Die Komposition stammt von Michaela Melián und Carl Oesterhelt.

## Handlung
Michaela Melián erzählt die Geschichte des Ortes, der heute Waldram heißt und der in der Zeit des Nationalsozialismus als Zwangsarbeiterlager Föhrenwald erbaut wurde und lange als Lager für Displaced Persons diente, anhand von Berichten von Zeitzeugen und Interviews. Diese collagierten und von Schauspielern und Schauspielerinnen gelesenen Texte werden mit klassischer Musik unterlegt. Ein Schwerpunkt des Hörspiels liegt auf der Zeit des Lagers Föhrenwald als DP-Lager. Überlebende des Holocaust berichten aus ihrer Perspektive von der unmittelbaren Nachkriegszeit. Andere Stimmen zeigen unter anderem die Sicht von Deutschen mit all ihren Vorurteilen und Ressentiments gegen die überlebenden Juden. Ausschnitte aus Zeitungsberichten und offiziellen Verlautbarungen und Listen ergänzen das Hörbild.

## Rezeption
2005 wurde Föhrenwald im Juli zum Hörspiel des Monats gewählt. Die Jury der Deutschen Akademie der Darstellenden Künste würdigte Föhrenwald dabei als „emotionale[n](s) Stück, das weit über die Ausbreitung der Fakten hinaus trägt“. Im gleichen Jahr wurde das Hörspiel mit dem Online Award der ARD-Hörspieltage ausgezeichnet. 2006 wurde Föhrenwald mit dem Hörspielpreis der Kriegsblinden ausgezeichnet. Hier heißt es in der Jurybegründung: „Melián setzt historische Allgemeingültigkeit mit individuell Erlebtem in Beziehung und bereichert das Genre des Hörspiels um einen akustischen Ausdruck für erinnerndes Bewusstsein.“ Das Hörspiel wurde mehrfach im Rahmen von Kunstausstellungen aufgeführt, unter anderem 2016 im Rahmen der Ausstellung „Michaela Melián. Electric Ladyland“ im Münchner Lenbachhaus.